# Bovensluis
Bovensluis is een buurtschap  in de gemeente Moerdijk in de Nederlandse provincie Noord-Brabant. Het ligt in het noorden van de gemeente, aan het Hollandsch Diep en een kilometer ten westen van Tonnekreek.
Steden: Klundert · Willemstad · Zevenbergen

Dorpen: Fijnaart · Moerdijk · Heijningen · Helwijk · Langeweg · Noordhoek · Standdaarbuiten · Zevenbergschen Hoek 

Buurtschappen: Achterdijk · Barlaque · Bovensluis · Drie Hoefijzers · Driehoek · De Druif · Hoekske · Kade · Kreek · Kwartier · Lochtenburg · Nieuwemolen · Noordschans · Oranjeoord · Oudemolen · Pelikaan · Roodevaart · Stadse Dijk · Strooiendorp · Tonnekreek · Zevenhuizen · Zwingelspaan

Noord-Brabant: Steden en dorpen      Nederland: Provincies · Gemeenten